# Saint-Christophe-du-Foc
Saint-Christophe-du-Foc és un municipi francès situat al departament de la Manche i a la regió de Normandia. L'any 2007 tenia 329 habitants.

## Demografia

### Població
El 2007 la població de fet de Saint-Christophe-du-Foc era de 329 persones. Hi havia 114 famílies de les quals 16 eren unipersonals (12 homes vivint sols i 4 dones vivint soles), 39 parelles sense fills i 59 parelles amb fills.
La població ha evolucionat segons el següent gràfic:
Habitants censats

### Habitatges
El 2007 hi havia 127 habitatges, 116 eren l'habitatge principal de la família, 6 eren segones residències i 5 estaven desocupats. Tots els 127 habitatges eren cases. Dels 116 habitatges principals, 108 estaven ocupats pels seus propietaris, 7 estaven llogats i ocupats pels llogaters i 1 estava cedit a títol gratuït; 2 tenien dues cambres, 12 en tenien tres, 26 en tenien quatre i 76 en tenien cinc o més. 84 habitatges disposaven pel capbaix d'una plaça de pàrquing. A 32 habitatges hi havia un automòbil i a 75 n'hi havia dos o més.

### Piràmide de població
La piràmide de població per edats i sexe el 2009 era:
| Homes | Edats   | Dones |
| ----- | ------- | ----- |
| 0     | 95 o +  | 0     |
| 0     | 90 a 94 | 0     |
| 0     | 85 a 89 | 4     |
| 4     | 80 a 84 | 0     |
| 4     | 75 a 79 | 4     |
| 4     | 70 a 74 | 12    |
| 4     | 65 a 69 | 0     |
| 8     | 60 a 64 | 4     |
| 0     | 55 a 59 | 8     |
| 12    | 50 a 54 | 4     |
| 8     | 45 a 49 | 12    |
| 12    | 40 a 44 | 8     |
| 20    | 35 a 39 | 24    |
| 4     | 30 a 34 | 8     |
| 8     | 25 a 29 | 8     |
| 8     | 20 a 24 | 12    |
| 16    | 15 a 19 | 4     |
| 20    | 10 a 14 | 20    |
| 0     | 5 a 9   | 12    |
| 24    | 0 a 4   | 16    |

## Economia
El 2007 la població en edat de treballar era de 213 persones, 165 eren actives i 48 eren inactives. De les 165 persones actives 157 estaven ocupades (83 homes i 74 dones) i 9 estaven aturades (2 homes i 7 dones). De les 48 persones inactives 19 estaven jubilades, 14 estaven estudiant i 15 estaven classificades com a «altres inactius».

### Ingressos
El 2009 a Saint-Christophe-du-Foc hi havia 127 unitats fiscals que integraven 368,5 persones, la mediana anual d'ingressos fiscals per persona era de 18.418 €.

### Activitats econòmiques
Dels 4 establiments que hi havia el 2007, 1 era d'una empresa de construcció, 1 d'una empresa immobiliària i 2 d'empreses de serveis.
Dels 3 establiments de servei als particulars que hi havia el 2009, 1 era una lampisteria, 1 electricista i 1 agència immobiliària.
L'any 2000 a Saint-Christophe-du-Foc hi havia 14 explotacions agrícoles que ocupaven un total de 300 hectàrees.

## Poblacions més properes
El següent diagrama mostra les poblacions més properes.